# The Lurkers
The Lurkers is een in 1976 opgerichte Britse punkrockband uit Uxbridge. Onder andere beïnvloed door Slade, The Sweet, Ramones en New York Dolls spelen ze melodieuze punkrock met leuke, maar ook sociaal kritische teksten en verhalen uit hun alledaagse leven.

## Bezetting
Voormalige leden
- Pete Stride (zang, gitaar, 1976–1982)
- Nigel Moore (basgitaar, tot 1977)
- Howard Wall (zang, 1976–1984)
- Mark Fincham (zang, 1982–1984)
- Manic Esso (drums, 1976–1984)
- Nellie (drums)
- Craig Casson (drums)

Huidige bezetting
- Arturo Bassick (zang, basgitaar, 1977–1978) vanaf 1987
- Dave Kemp (gitaar)
- Stu (drums)

## Geschiedenis
The Lurkers werden opgericht door Pete Stride, Manic Esso, Howard Wall en Nigel Moore, die een half jaar later werd vervangen door Arturo Bassick. Van 1977 tot 1979 haalde de band met vijf nummers de top 40 van de Britse hitlijsten. Ze kregen meerdere tv-optredens en waren regelmatig te gast in de John Peel Show. Vanwege afwijkende muzikale voorstellingen binnen de band en een managementwissel bij hun label Beggars Banquet Records, wiens nieuwe chef weinig interesse toonde in de band, werden The Lurkers in 1980 ontbonden.
In 1982 werd de band opnieuw geformeerd met zanger Mark Fincham, die echter in 1984 de band weer verliet. Daarna kwam het opnieuw tot een ontbinding. In 1985 ontmoette Bassick, die ondertussen countrypunk speelde met The Blueberry Hellbellies, tijdens een concert in Düsseldorf Die Toten Hosen, die hem ertoe aanzetten om The Lurkers weer nieuw leven in te blazen en in 1987 het comeback met het album Wild Times Again financierden. De opnamen daarvoor ontstonden samen met Pat Collier van The Vibrators en Campino in Londen voor Totenkopf Records. In maart 1987 speelden beide bands samen een concert, ook georganiseerd door Die Toten Hosen in het uitverkochte 'Haus der Jugend' in Düsseldorf. Op het album Learning English Lesson One, dat Die Toten Hosen in 1991 hadden opgedragen aan hun punk-voorbeelden, zijn The Lurkers ook vertegenwoordigd. Daarna kwamen er opnieuw talrijke concerten samen met Die Toten Hosen in Duitsland.
Momenteel geeft de band meer dan 200 concerten per jaar. Ze toerde door Europa, Zuid-Amerika en Japan en heeft vooral in Argentinië een talrijke, voornamelijk jeugdige fanschare.

## Discografie

### Albums
- 1978: Fulham Fallout (Beggars Banquet Records)
- 1978: God’s Lonely Men (Beggars Banquet Records)
- 1980: Last Will and Testament
- 1983: This Dirty Town
- 1988: Wild Times Again
- 1989: King of the Mountain
- 1990: Live And  Loud Best-of-album
- 1990: Powerjive
- 1991: Live in Berlin
- 1992: Totally Lurkered
- 1994: Non Stop Nitro Pop
- 1995: Ripped 'N' Torn
- 1995: Powerjive/King of the Mountain

### (vervolg)
- 1997: Take Me Back to Babylon
- 1999: Aint got a Clue
- 1999: Punk Singles verzameling van de diverse singles
- 2000: The BBC Punk Sessions
- 2001: Wild Times Again / Non Stop Nitropop
- 2002: On Heat
- 2002: The Complete Punk Singles Collection
- 2003: The Lurkers - 26 Years
- 2004: Lurkin’ Aboot liveopname van het Newcastle Punk Festival op 16 augustus 2003
- 2004: Live Freak Show
- 2008: Fried Brains
- 2017: 5 Albums